# شان
شان هي قرية لبنانية من قرى قضاء عكار في محافظة الشمال. تقع في تجمع للقرى يسمى جرد عكار ، و يعتمد أكثر سكانها على الزراعة حيث تشتهر بزراعة الزيتون والحمضيات الأخرى وتصدر إلى المدن الأخرى جميع أنواع الفواكه والخضار ويوجد عدد كبير من سكانها في أستراليا بلد المهجر وتمتاز شان بمناخها الجميل وهي تقع على علو 600 متر عن سطح البحر توجد بها مواشي ، وكذلك يوجد بها بلديه منتخبه وعدد سكانها في سنة 2010 حوالي 3000 نسمه